# Winifred Land
Winifred Land är/var en engelsk före detta bordtennisspelare.
Hon deltog i de två första VM turneringarna i bordtennis, 1926 och 1928. Där tog hon 4 bronsmedaljer. 
Hon vann tre titlar i English Open, två i dubbel och en i mixed dubbel.

## Meriter
- Bordtennis VM
  - 1926 i London
    - 3:e plats singel
    - 3:e plats mixed dubbel (med H.A. Bennett)

  - 1928 i Stockholm
    - 3:e plats dubbel (med Joan Ingram)
    - 3:e plats mixed dubbel (med Fred Perry)

- English Open - guldmedaljer
  - 1927/28: 1:a plats dubbel (med Brenda Sommerville)
  - 1928/29: 1:a plats mixed dubbel (med Fred Perry)
  - 1929/30: 1:a plats dubbel (med Magda Gál)